# Clausena timorensis
Clausena timorensis är en vinruteväxtart som beskrevs av Max Joseph Roemer. Clausena timorensis ingår i släktet Clausena och familjen vinruteväxter. Inga underarter finns listade i Catalogue of Life.